# 六氟乙烷
六氟乙烷，是一種鹵代烴（化學式：C2F6），亦是烃类化合物乙烷所对应的全氟化合物，是一種不易燃的氣體，难溶於水，微溶於醇。

## 物理性質
六氟乙烷在固相時擁有兩種晶型，不同相變溫度已於科學文獻中列明，最新的文献将相變溫度定於103 K(-170 °C)。在低於103 K的情況下，它會有一個稍微無序的結構，在相变点以上，會形成体心立方晶體結構。
六氟乙烷密度表：
| 性質，溫度     | 密度 (kg.m-3) |
| -------------- | ------------- |
| 液態，-78.2 °C | 1608          |
| 氣態，-78.2 °C | 8.86          |
| 氣態，15 °C    | 5.84          |
| 氣態，20.1 °C  | 5.716         |
| 氣態，24 °C    | 5.734         |

六氟乙烷蒸氣相对空气的密度為4.823，21°C时比重為4.773（空氣是1），比容為0.1748 m³/kg。

## 用途
六氟乙烷可用於一種具多功能的蝕刻技術，常見於半導體之生產。它可用於金屬矽化物及金屬氧化物並相對其金屬基質的選擇性蝕刻。叧外，它亦用於蝕刻矽上的二氧化硅。
六氟乙烷可連同三氟甲烷一起用於製冷劑R508A（六氟乙烷占61%）及R508B（六氟乙烷占54%）。

## 環境影響
六氟乙烷是一種造成溫室效應的氣體。它非常穩定，可以長時間停留在大氣層中，是一種非常強大的溫室氣體。它在大氣中的壽命約為10,000年，全球暖化潛勢是9,200（二氧化碳的係數是1）。它在大氣層的濃度是 3 pptv（在1750年時是 0 pptv）。然而，六氟乙烷在紅外線光譜下有強大的吸收勢。它的輻射驅動力是0.001 W/m²。它的臭氧破壞潛勢是0。
六氟乙烷已列入《IPCC國家溫室氣體清單》。
六氟乙烷的工業排放主要在以霍爾電解法生產鋁的過程中產生。

## 安全
六氟乙烷的相對密度比較高，可以填滿地面空間範圍，高浓度时會導致窒息。其他健康影響與四氟甲烷相似。